# Commodore PC-k

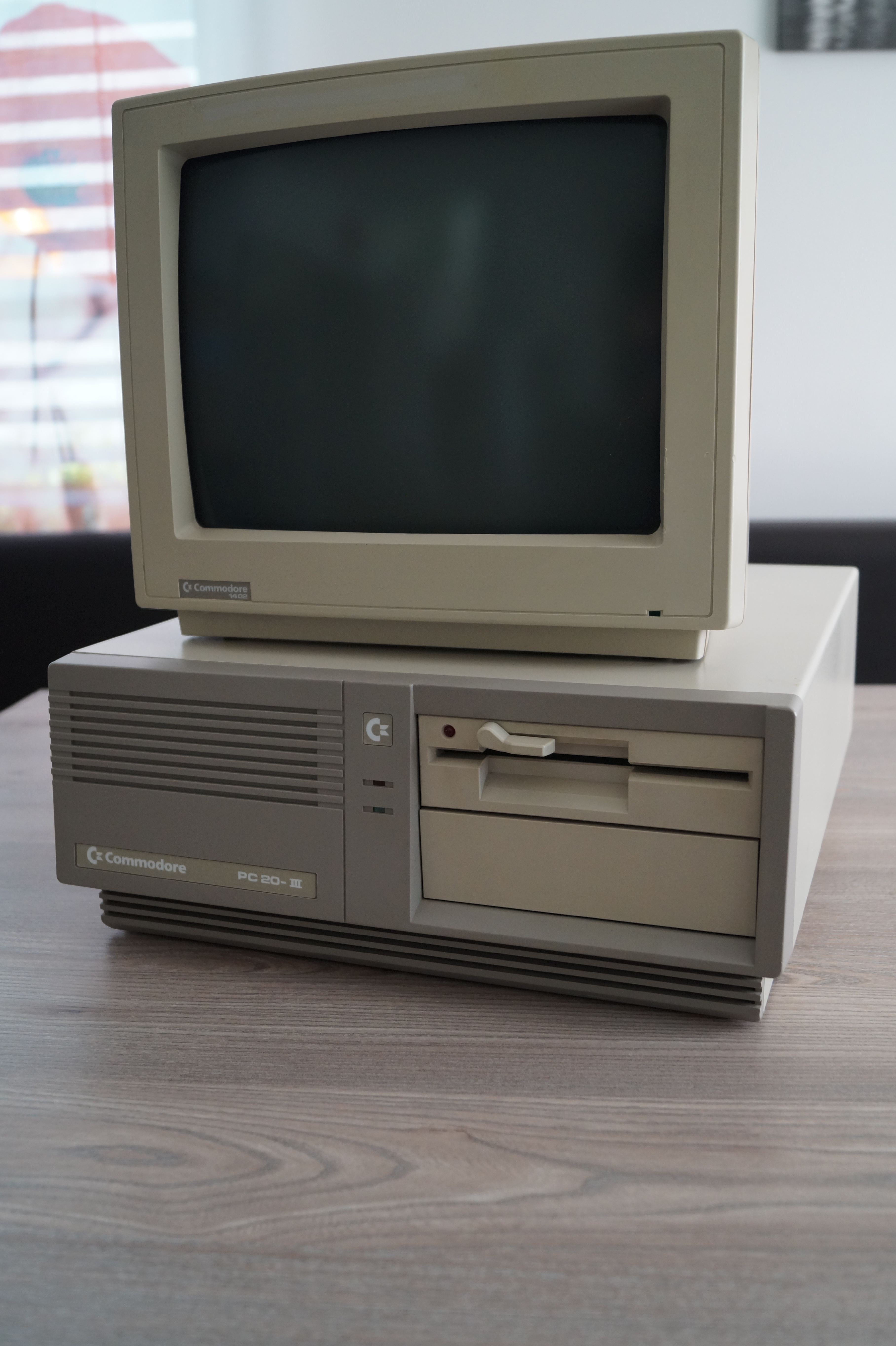
Commodore PC 20-III

A Commodore PC-kompatibilis rendszerek olyan személyi számítógép-sorozat, amelyet a Commodore Business Machines cég vezetett be 1984-ben. Az IBM PC-kompatibilis személyi számítógépek kategóriájába tartoznak.
A Commodore 64 és az Amiga architektúrával nem kompatibilisek és általában megbízható, de amúgy átlagos munkaállomásként tartották őket számon, de a jól ismert Commodore név versenyelőnynek számított.

## Története
1984-ben a Commodore szerződést írt alá az Intellel Intel 8088 mikroprocesszorok másodlagos gyártására (másodforrás), valamint egy licenc megállapodást kötött egy Dynalogic Hyperion-alapú számítógép gyártására. Nem ismert, hogy valaha is készült-e végül ilyen rendszer.
1984-ben az első modell, a PC 10, 559 dollárért került forgalomba monitor nélkül. A gépet a Commodore Amiga és a Commodore 64/128 otthoni és grafikus számítógépekkel párhuzamosan árulták. A PC 10 összehasonlítható volt a Blue Chip PC, a Leading Edge Model D és a Tandy 1000 IBM PC-kompatibilis számítógép-sorozatokkal a piacon.

## Modellek

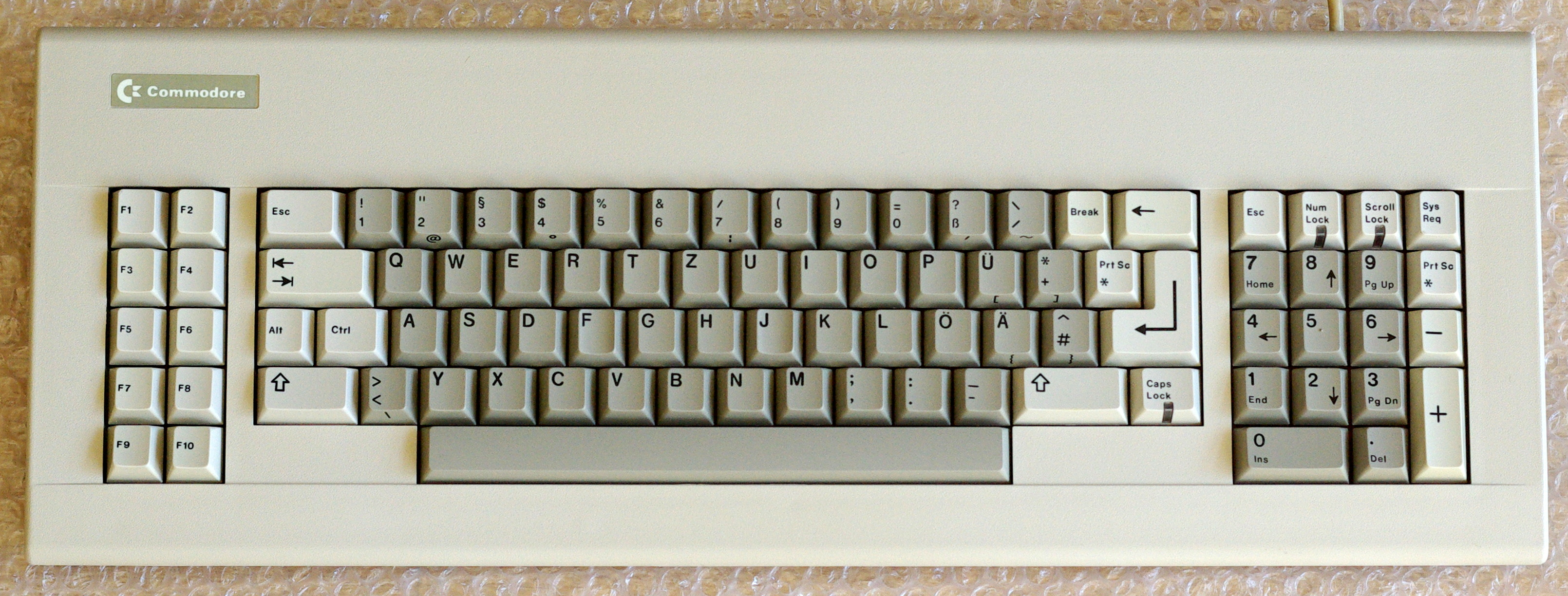
Commodore PC 10 billentyűzet

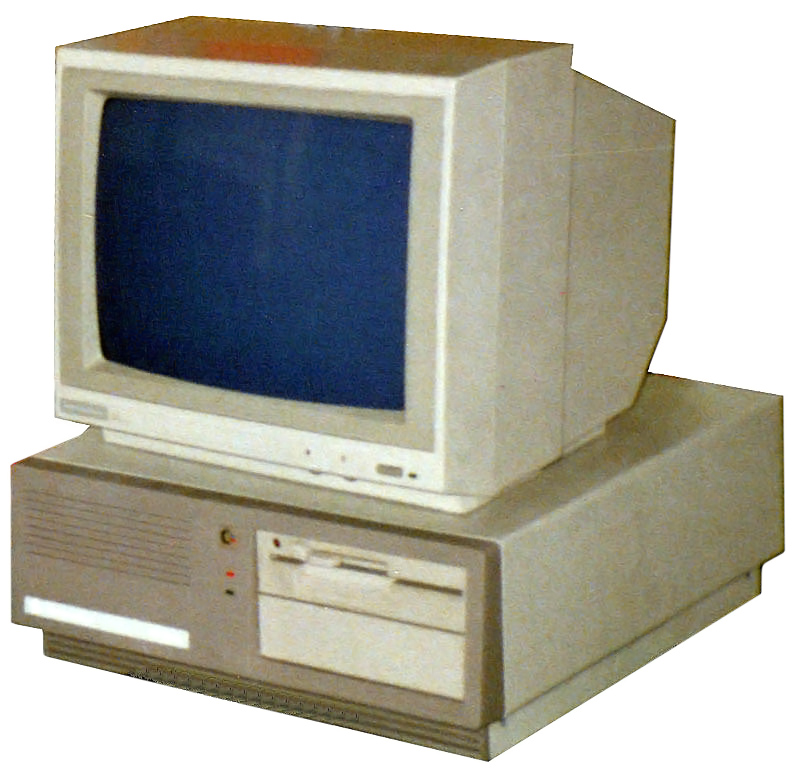
A Commodore PC20

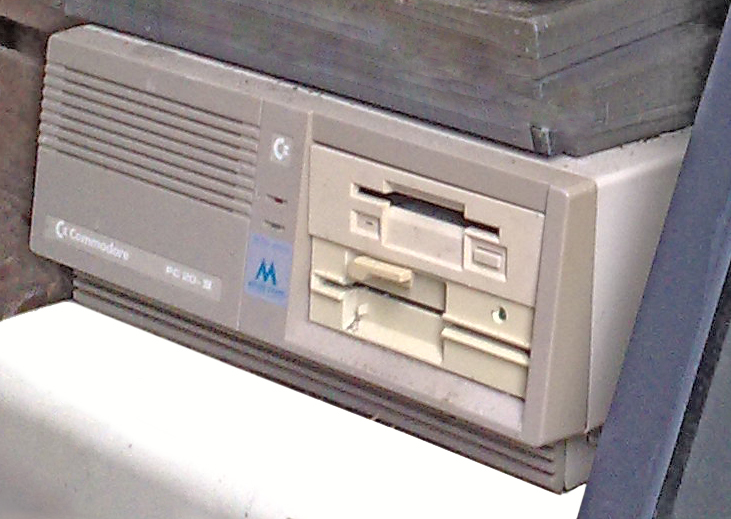
Közeli kép a Commodore PC 20-III-ról

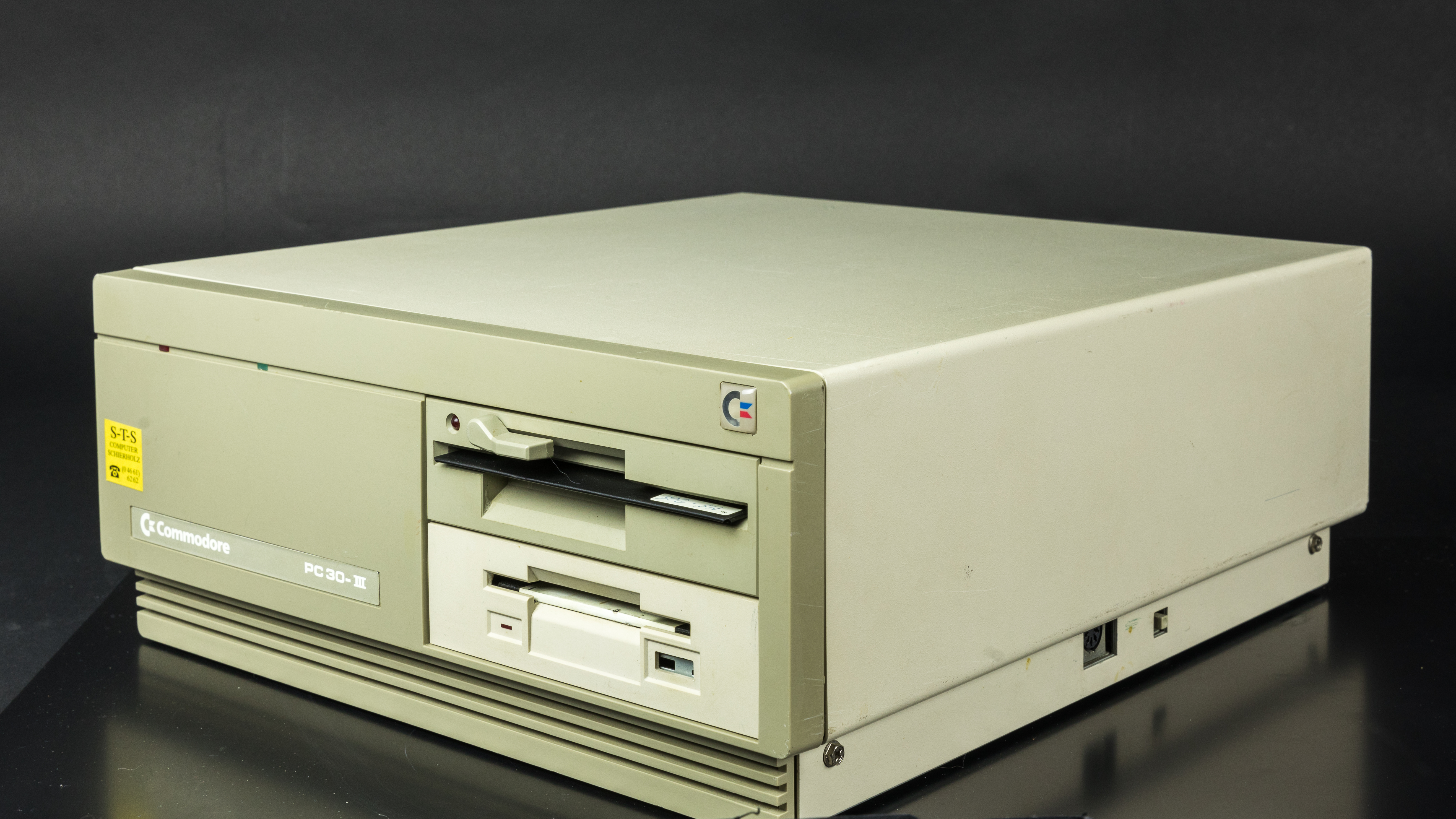
Commodore PC30-III

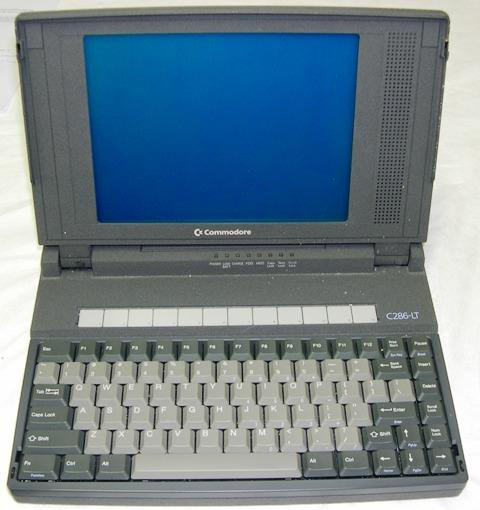
Commodore C286-LT laptop

A termékvonal a következő modelleket foglalja magában:

### Első generáció
Commodore PC 5: 1984-ben jelent meg a Commodore PC 5, melynek 1395 dollár volt a kezdőára és monokróm videokártyával rendelkezett. Intel 8088-as processzor (CPU) dolgozott benne 4,77 MHz-es órajelen és 256 kB RAM-mal rendelkezett (640 kB-ig bővíthető). Az RS-232 soros és a Centronics párhuzamos nyomtató portok az alaplapra lettek integrálva, így több bővítőhely maradt. Egy 5,25"-es floppy meghajtója volt, merevlemezzel nem rendelkezett (de utólagosan beszerelhető). Az PC 5 MS-DOS 2.11 operációs rendszerrel és GW BASIC 3.2-vel került forgalomba. 5db 8-bites PC buszos ("XT busz") bővítőhelyekkel rendelkezett. Két alaplapja volt, az egyik tartalmazta a CPU-t, RAM-ot és ROM v.2.01-et, egy NPU foglalatot és néhány VLSI chip-et. A második alaplap arany tűcsatlakozókkal volt összekapcsolva, és I/O interfészként szolgált, mely tartalmazta a soros és párhuzamos portokat, ISA bővítőhelyeket és az összes I/O chip-et. Az ISA bővítőhelyektől érkező némely árampályát gyárilag vágtak át. Az korai PC10-nek nem volt valós idejű órája (RTC), merevlemez-vezérlője vagy reset gombja, elől egy DIN billentyűzet csatlakozóval rendelkezett.
Commodore PC 10: A modell általánosságban egy ATI Hercules videókártyával, 21 MB-os Seagate merevlemezzel és két floppy meghajtóval rendelkező PC 5. Alváltozatai:
- A Commodore PC 10-1 egy PC 10 512k RAM-mal és egyetlen floppy meghajtóval. $519
- A Commodore PC 10-2 egy PC 10 640K RAM-mal és két floppy meghajtóval. $619
- A Commodore PC 10-S egy sima PC 10 egyetlen floppy meghajtóval.

Commodore PC 20: Lényegében egy 20 MB-os merevlemezzel és egyetlen floppy meghajtóval rendelkező PC 10.
Commodore PC 40 / AT: Az első generációs Commodore PC-k top-modellje 16-bites ("AT") hardver-kiépítéssel. Intel 80286-os processzorral szerelték, mely 6 vagy 10 MHz-es sebességgel dolgozott felhasználói választástól függően. Alapkiépítésben 1MB RAM és a PC10/20 modellekből ismert videókártya volt benne, továbbá 1,2 MB 5.25" floppy meghajtó és egy 20 MB-os merevlemez. A számítógépház kulccsal volt zárható.

### Második generáció
Commodore PC 10-II: Az eredeti PC 10 kismértékben átdolgozott változata. Nagy vonalakban hasonló a specifikáció, viszont az alaplap és az I/O interfész egybe lett integrálva. Két floppy meghajtót tartalmazott, merevlemez nélkül.
Commodore PC 20-II: Egy PC 10-II egyetlen floppy meghajtóval és merevlemezzel.

### Harmadik generáció
Commodore PC I: Ezt a modellt a Commodore 128 vékony kialakítása inspirálta költségérzékeny háztartások számára, illetve irodai használatra. Nincs benne hely merevlemez számára, ugyanakkor külső egységekkel bővíthatő volt, így például a "PC 1-20" nevű 3.5" 20 MB-os külső merevlemezzel, mely egy speciális hátlapi bővítőportra volt csatlakoztatható. A gép bővíthető volt még egy "PC 1-NET" nevű külső egységgel, mely egy 10-bites Novell Ethernet kártyát jelentett, ugyanarra a bővítőportra csatlakoztatható módon. Furcsa módon gyárilag nem rendelkezett belső hanggenerátorral és csak egy kis 8 Ohmos hangszóróval volt bővíthető. Létezett továbbá egy 3db ISA kártyahelyet tartalmazó bővítőegység is.
Commodore PC 10-III: A PC 10 és PC 10-II modellek komplett revíziója újratervezett házzal és jobb specifikációkkal. A processzor egy 10 MHz körüli órajelen működni képes 8088-1 változat, mely szoftveresen változtatható a SPEED.EXE DOS paranccsal. Az alapbeállítás a 4.77 MHz és 7.16, illetve 9.54 MHz is beállítható. Több memóriát és jobb videókártyát kapott, de így is egy 8-bites számítógép volt két floppy meghajtóval. Alváltozatai:
- Az amerikai piacra készítettek a PC 10-III modellből egy eltérő előlappal rendelkező változatot Commodore COLT néven.
- A Commodore PC 10-III SD egy PC 10-III egy floppy meghajtóval.

Commodore PC 20-III: Ez is lényegében egy PC 10-III 20MB-os merevlemezzel.
Commodore PC 30-III (más néven: Select Edition 286): Ez már egy teljesen új generációs AT-gép Intel 80286 processzorral, EGA videókártyával 3.5" floppy meghajtóval és 20 MB merevlemezzel.
Commodore PC 35-III: ez egy PC 30-III modell integrált VGA videómegjelenítővel.
Commodore PC 40-III: ez egy PC 35-III modell 40 MB-os merevlemezzel.
Commodore PC 45-III: ez egy PC 40-III modell AMD processzorral Intel helyett.
Commodore PC 50-II: a Commodore olcsó 386-os gépe 40-100 MB-os merevlemezzel és egyetlen 3.5" floppy meghajtóval. A videóhardvere SVGA felbontásokat is tud.
Commodore PC 60-III: A legnagyobb teljesítményű, toronyházba szerelt Commodore PC 25 MHz-es Intel 386DX processzorral (opcionális FPU) 2 MB (8 MB-ig bővíthető) memóriával, SVGA videóhardverrel, 1db 3.5" és 1db 5.25" floppy meghajtóval, 60-200 MB merevlemezzel és 7db ISA bővítőkártya hellyel.

### Negyedik generáció
Commodore 286 SX: 8/16 MHz Intel 80286-os processzor (opcionális FPU), 1 MB RAM (max. 5MB), VGA kártya (256 KB, max. 512 KB), 5.25" floppy meghajtó, 40-100 MB merevlemez, 2db 16-bites ISA bővítőhely.
Commodore 286-16: 16 MHz Intel 80286-os processzor, 1 MB RAM, VGA kártya, 3.5" floppy meghajtó, 2db 16-bites ISA bővítőhely.
Commodore 386SX-16: 16 MHz 386SX processzor, 1 MB RAM, VGA kártya, 3.5" floppy meghajtó, 5db 16-bites ISA bővítőhely.
Commodore 386SX-25: 25 MHz 386SX processzor, FPU, 4 MB RAM, VGA kártya (512 KB), 3.5" floppy meghajtó, 40 MB merevlemez, 5db 16-bites ISA bővítőhely.
Commodore 386DX-33: 33 MHz 386DX processzor, FPU, 4 MB RAM, VGA kártya, 3.5" floppy meghajtó, 40 MB merevlemez, 5db 16-bites ISA bővítőhely.
Commodore 486SX-25: 25 MHz 486SX processzor, FPU, 4 MB RAM, VGA kártya, 3.5" floppy meghajtó, 150 MB merevlemez, 5db 16-bites ISA bővítőhely.
Commodore 486DX-33: 33 MHz 486DX processzor, FPU, 8 MB RAM, VGA kártya, 3.5" floppy meghajtó, 150 MB merevlemez, 5db 16-bites ISA bővítőhely.

### Laptopok
Commodore C286-LT: 8-12 Mhz-es 286-os 1-5 MB RAM-mal és merevlemezzel.
Commodore C386SX-LT: 16 MHz-es 386-os 1-5 MB RAM-mal és 20-40 MB merevlemezzel.

## Modell táblázat
A következő táblázat foglalja össze az egyes Commodore PC modellek specifikációit:
| Modell                         | Alaplap év | Ár                                    | CPU                  | CPU                                              | FPU          | Chipset         | RTC elem      | RAM    | RAM          | RAM     | Videókártya                  | Videókártya                     | Videókártya |                 | Floppy meghajtó          | Floppy meghajtó                                                                   | Bővítőhely | Bővítőhely | HDD                                                              | ISA busz    | ISA busz  | Billentyűzet     | OS          | Portok                                               | Táp   | Méret              |
| Modell                         | Alaplap év | Ár                                    | Modell               | MHZ                                              | FPU          | Chipset         | RTC elem      | Alap   | Bővíthetőség | Maximum | Név                          | Módok                           | RAM         | Ideális Monitor | 5.25"                    | 3.5"                                                                              | 5.25"      | 3.5"       | HDD                                                              | 8-bit XT PC | 16-bit AT | Billentyűzet     | OS          | Portok                                               | Táp   | Méret              |
| ------------------------------ | ---------- | ------------------------------------- | -------------------- | ------------------------------------------------ | ------------ | --------------- | ------------- | ------ | ------------ | ------- | ---------------------------- | ------------------------------- | ----------- | --------------- | ------------------------ | --------------------------------------------------------------------------------- | ---------- | ---------- | ---------------------------------------------------------------- | ----------- | --------- | ---------------- | ----------- | ---------------------------------------------------- | ----- | ------------------ |
| PC 1                           | 1987       | £315                                  | Siemens Intel 8088   | 4.77 MHz                                         | Intel 8087   |                 |               | 512 kB | 4x 32k RAM   | 640k    | WD Integrated Paradise PVS 2 | MDA, CGA, Hercules, Plantronics |             | Commodore 1450  | Chinon F-502L 360k       | Opcionálisan C-1010/C-1011 csatlakoztatható a jobboldali Amiga-szerű diszk portra | 1          | -          | Opcionálisan 20 MB "PC 1-20" HDD csatlakoztatható a bővítőportra | 1x PCEXP1   | -         | PC/XT 88-gombos  | MS-DOS 3.1  | Power, VGA, Component video, RS-232, párhuzamos port |       | 326 x 330 x 85 mm  |
| PC 5                           | 1984       | 3.950 FIM kijelző nélkül (1988)       | Intel 8088           | 4.77 MHz                                         | Intel 8087   |                 |               | 256 kB | 384 kB       | 640 kB  | Hercules GB-101 MDPA         | MDA                             |             | 1901            | ALPS DFC222A 360kB       | nem                                                                               | 2          |            | nem                                                              | 5           | -         | PC/XT 88-gombos  | MS-DOS 2.11 | Párhuzamos port                                      |       | 390 x 360 x 150 mm |
| PC 10                          | 1984       | $1395                                 | Intel 8088           | 4.77 MHz                                         | Intel 8087   |                 |               | 256 kB | 384 kB       | 640 kB  | ATI CW16800-A                | MDA, CGA, HGC & Plantronics     | 64 kB       |                 | 2x ALPS DFC222A 360kB    | nem                                                                               | 2          |            | nem                                                              | 5           | -         | PC/XT 88-gombos  | MS-DOS 2.11 | Párhuzamos port                                      |       | 390 x 360 x 150 mm |
| PC 10-II                       | 1985       | $559(1988) / NOK 18000,-              | Intel 8088           | 4.77 MHz                                         | Intel 8087   |                 |               | 256 kB | 384 kB       | 640 kB  | ATI CW16800-A                | MDA, CGA, HGC & Plantronics     | 64 kB       | 1084            | 2x Chinon FZ-502LII 360k | nem                                                                               |            |            | nem                                                              | 5           | -         | PC/XT 88-gombos  |             | Párhuzamos port                                      |       | 390 x 360 x 150 mm |
| PC 10-III / COLT               | 1989       | $1,200/ DM 4.950, FIM 14.950,- (1986) | Siemens Intel 8088-1 | Standard 4.77 MHz Turbo 7.16 MHz Double 9.54 MHz | Intel 8087-1 | Faraday FE2010A |               | 640 kB |              |         | WD Paradise PVC4             | MDA, CGA, Hercules, Plantronics |             | 1084            | 2x Chinon F-502L 360k    | nem                                                                               | 2          |            | opció                                                            | 3           | -         | PC/XT 88-gombos  | MS-DOS 3.3  | Párhuzamos port                                      |       |                    |
| PC 20                          | 1984       | FIM 7.995,- (1988)                    | Intel 8088           | 4.77 MHz                                         | Intel 8087   |                 |               | 256 kB | 384 kB       | 640 kB  | ATI CW16800-A                | MDA, CGA, HGC & Plantronics     | 64 kB       |                 | ALPS DFC222A 360kB       | nem                                                                               | 2          |            | 20 MB                                                            | 5           | -         | PC/XT 88-gombos  | MS-DOS 2.11 | Párhuzamos port                                      |       | 390 x 360 x 150 mm |
| PC 20-II                       | 1985       | £999 (Aug 1988)                       | Intel 8088           | 4.77 MHz                                         | Intel 8087   |                 |               | 256 kB | 384 kB       | 640 kB  | ATI CW16800-A                | MDA, CGA, HGC & Plantronics     | 64 kB       |                 | 1x Chinon FZ-502LII 360k | nem                                                                               |            |            | 20 MB                                                            | 5           | -         | PC/XT 88-gombos  |             |                                                      |       | 390 x 360 x 150 mm |
| PC 20-III                      | 1989       |                                       | Siemens Intel 8088-1 | Standard 4.77 MHz Turbo 7.16 MHz Double 9.54 MHz | Intel 8087-1 | Faraday FE2010A |               | 640 kB |              |         | WD Paradise PVC4             | MDA, CGA, Hercules, Plantronics | 64 kB       | 1084            | Chinon F-502L 360k       | -                                                                                 | 2          |            | WD 20Mb HDD                                                      | 3           | -         | PC/XT 88-gombos  | MS-DOS 3.3  | Párhuzamos port                                      |       |                    |
| PC 30-III / Select Edition 286 | 1989       |                                       | Intel 80286          | 12 MHz                                           | Intel 80287  | Faraday FE3020  | Dallas DS1287 | 640 kB |              |         | ATI EGA Wonder 800+          | MDA, CGA, EGA & Hercules        | 256 kB      |                 | Chinon FZ-506 1.2Mb      | Chinon FB-357 1.44Mb                                                              | 2          |            | WD 93028 AD 20MB 68 ms                                           | 1           | 3         | PC/AT 102-gombos | MS-DOS 4.01 | Párhuzamos port                                      | 112 W | 366 x 381 x 146 mm |
| PC 35-III                      | 1989       | FIM 14.950,- kijelző nélkül (1989)    | Siemens Intel 80286  | 12 MHz                                           | Intel 80287  | Faraday FE3020  | Dallas DS1287 | 640 kB |              |         | Paradise 88 PVGA1A-JK        | VGA                             | 256 kB      |                 | Chinon FZ-506 1.2Mb      | Chinon FB-357 1.44Mb                                                              | 2          |            | WD 93028 A 20MB                                                  | 1           | 3         | PC/AT 102-gombos | MS-DOS 4.01 | Párhuzamos port                                      | 112 W | 366 x 381 x 146 mm |
| PC 40 / AT                     | 1987       |                                       | Intel 80286          | 6/10 MHz                                         | Intel 80287  |                 |               | 512 kB | 512 kB       | 1 MB    | ATI CW16800-A                | MDA, CGA, HGC & Plantronics     | 64 kB       | 1084            | 1x 1,2 Mb 5.25           |                                                                                   | 2          |            | 20 MB                                                            | 6           | 2         | PC/XT 88-gombos  | MS-DOS 3.20 | Párhuzamos port                                      |       |                    |
| PC 40-20                       | 1988       | £2,247 (Feb 1987)                     | Intel 80286          | 6/10 MHz                                         | Intel 80287  |                 |               | 1 MB   | 15 MB        | 16 MB   | ATI CW16800-A                | MDA, CGA, HGC & Plantronics     | 64 kB       |                 | 1x 1,2 Mb 5.25           | opció                                                                             |            |            | 20 MB                                                            |             |           | PC/XT 88-gombos  | MS-DOS 3.21 |                                                      |       |                    |
| PC 40-40                       | 1988       | FIM 24.500,- monitor nélkül (1986)    | Intel 80286          | 6/10 MHz                                         | Intel 80287  |                 |               | 1 MB   | 15 MB        | 16 MB   | ATI EGA Wonder(800)          | MDA, CGA, EGA                   | 256 kB      |                 | 1x 1,2 Mb 5.25           | opció                                                                             |            |            | 40 MB                                                            |             |           | PC/XT 88-gombos  | MS-DOS 3.21 |                                                      |       |                    |
| PC 40-III                      | 1989       | 26.080,- monitor nélkül (1987)        | Intel 80286          | 12 MHz                                           | Intel 80287  | Faraday FE3020  | Dallas DS1287 | 1 MB   |              | 1 MB    |                              | VGA (256 KB RAM)                |             |                 | Chinon FZ-506 1.2Mb      | Chinon FB-357 1.44Mb                                                              | 2          |            | 40 MB                                                            |             |           | PC/AT 102-gombos |             | Párhuzamos port                                      | 112 W |                    |
| PC 45-III                      | 1989       | FIM 21.500,- (1989)                   | AMD N80L 268-12/S    | 12 MHz                                           | Intel 80287  | Faraday FE3020  | Dallas DS1287 | 1 MB   | 2 MB         |         | VGA                          | VGA (256 KB RAM)                |             |                 | Chinon FZ-506 1.2Mb      | Chinon FB-357 1.44Mb                                                              | 2          |            | 52 MB                                                            |             |           | PC/AT 102-gombos | MS-DOS 4.01 | Párhuzamos port                                      | 112 W | 381 x 146 x 356 mm |
| PC 50-II                       | 1989       |                                       | Intel 80386 SX       | 16 MHz                                           | Intel 80387  |                 |               | 1 MB   | 15 MB        | 16 MB   | Paradise 88 PVGA1A-JK        | MDA, CGA, EGA, VGA              | 256 kB      |                 | 1x 1,2 Mb Chinon FR-506  | 1,44 MB                                                                           | 2          | 1          | 40MB Conner CP-3044 / 100MB opció                                | 1           | 5         | PC/AT 102-gombos | MS-DOS 4.01 | Power, Printer Parallel, 2x RS-232C, VGA             | 145 W | 377 x 158 x 421 mm |
| PC 50-III                      | 1991       | FIM 22.850,- (1990)                   | Intel 386            | 25 MHz                                           |              |                 |               | 1 MB   |              |         |                              | SVGA                            |             |                 | nem                      | 1                                                                                 |            |            | 200 MB                                                           | 0           | 5         |                  | Windows 3.1 |                                                      |       |                    |
| PC 60-40                       | 1988       |                                       | Intel 386            | 8 / 16 MHz                                       | Intel 80387  |                 |               | 2,5 MB | 13,5 MB      | 16 MB   |                              | MDA, Hercules, CGA, EGA         |             |                 | 1x 1,2 Mb 5.25           | opció                                                                             | 2          | -          | 40 MB                                                            | 2           | 4         | PC/AT 102-gombos |             | 2x RS-232C, 2x Centronics Parallel                   | 170 W |                    |
| PC 60-80                       | 1988       | FIM 36.480,- (1988)                   | Intel 386            | 8 / 16 MHz                                       | Intel 80387  |                 |               | 2,5 MB | 13,5 MB      | 16 MB   |                              | MDA, Hercules, CGA, EGA         |             |                 |                          |                                                                                   | 2          | -          | 80 MB                                                            | 2           | 4         | PC/AT 102-gombos |             |                                                      | 170 W |                    |
| PC 60-III                      | 1990       | £3,999 (40MB HDD), £4999 (80MB HDD)   | Intel 80386DX        | 25 MHz                                           | Intel 80387  |                 |               | 2 MB   | 16 MB        | 18 MB   | Paradise 88 VGA              | MDA, Hercules, CGA VGA          |             |                 | Chinon FZ-506 1.2Mb      | Chinon FB-357 1.44Mb                                                              | 4          | 2          |                                                                  | -           | 7         | PC/AT 102-gombos |             | Párhuzamos port                                      |       |                    |

## Érdekesség
- A kanadai 3D Microcomputers nem sokkal a Commodore 1994-es csődje előtt engedélyt kapott "Commodore" néven PC-klónok gyártására.[19]